# روسینی (فیلم)
روسینی (ایتالیایی: Rossini) یک فیلم درام موزیکال به کارگردانی ماریو بُنارد است که در سال ۱۹۴۲ به نمایش درآمد. این فیلم دربارهٔ بخشی از زندگی آهنگساز نامدار ایتالیایی جواکینو روسینی است.

## چکیده داستان
رویدادهای عمومی و خصوصی زندگی موسیقیدان جیواکچینو روسینی. این فیلم زندگی‌نامه ای دقیق است: اولین موفقیت‌های او، اختلافاتش با امپرزاریو دومنیکو بارباجا در ناپل، جایی که به عنوان کارگردان موزیکال در تیترو سن کارلو به یک موسیقیدان تحسین شده تبدیل شد، سپس در رم جایی که «اولین اجرای» ایل باربیر دی سیویگلیا برگزار شد و در پاریس با گولیلمو تل، از رویدادهای خصوصی زندگی او مانند ازدواجش با ایزابلا کولبران گذر کرد.

## بازیگران
- نینو بزوتسی در نقش جواکینو روسینی
- پائولا باربارا در نقش ایزابلا کلبران
- آرماندو فالکونی در نقش فردیناند چهارم
- ممو بناسی در نقش لودویگ فان بتهوون
- چزاره فانتونی در نقش نیکولو پاگانینی
- کامیلو پیلوتو
- گرتا گوندا
- ادواردو تونیلو
- پائولو استوپا
- جیلدو بوچی
- لامبرتو پیکاسو
- جیلدا مارکیو
- دیانا دئی
- اورسته بیلانچیا
- جاکومو موسکینی
- ماسیمو پیانفورینی
- اورسته فارِس